# Tweede Kamerdebat

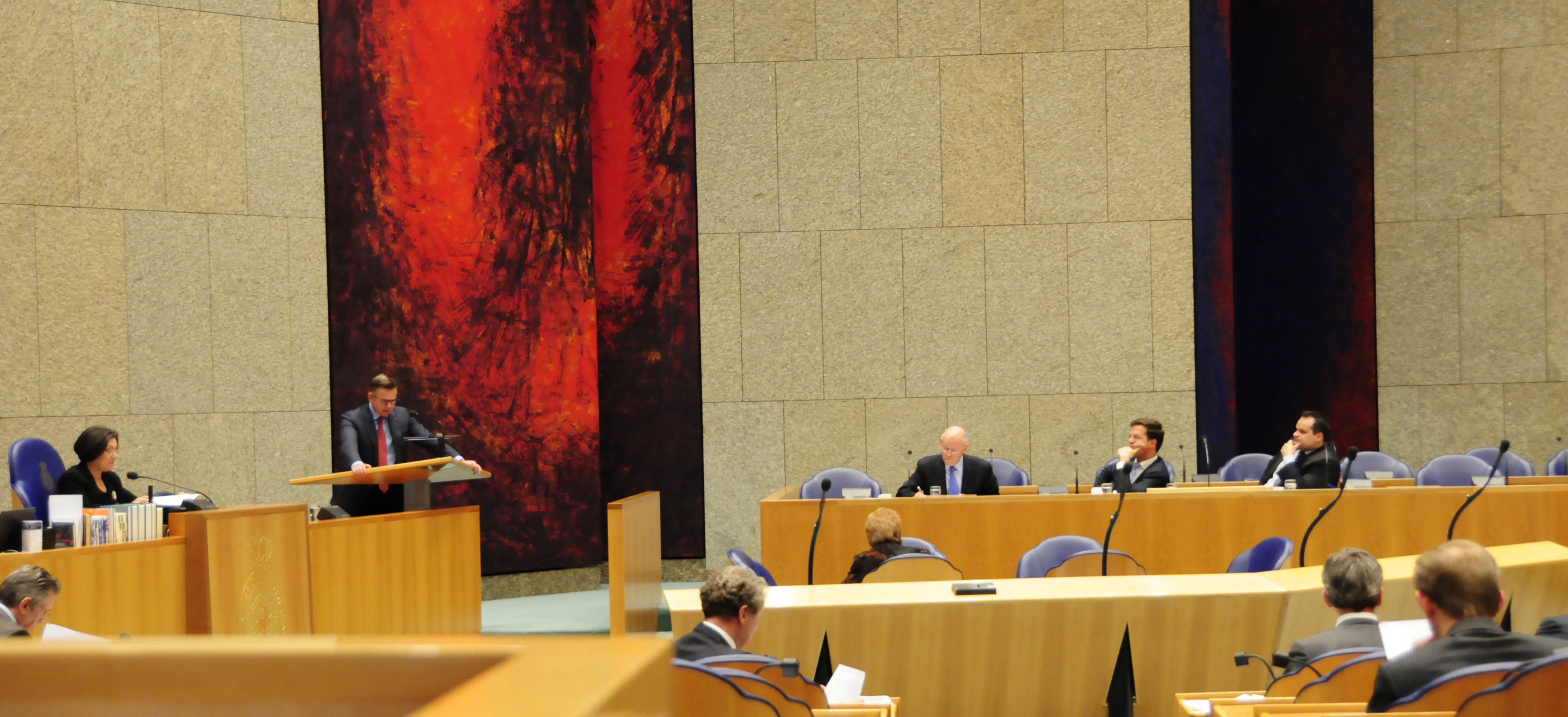
Debat ter voorbereiding op een vergadering van de Europese Raad, 2011

Een Tweede Kamerdebat is een debat (gedachtenwisseling) in de Tweede Kamer der Staten-Generaal in Nederland. Binnen de Tweede Kamer zijn er verschillende soorten debatten. Een Tweede Kamerdebat wordt vaak rechtstreeks uitgezonden op radio en TV.

## Algemeen

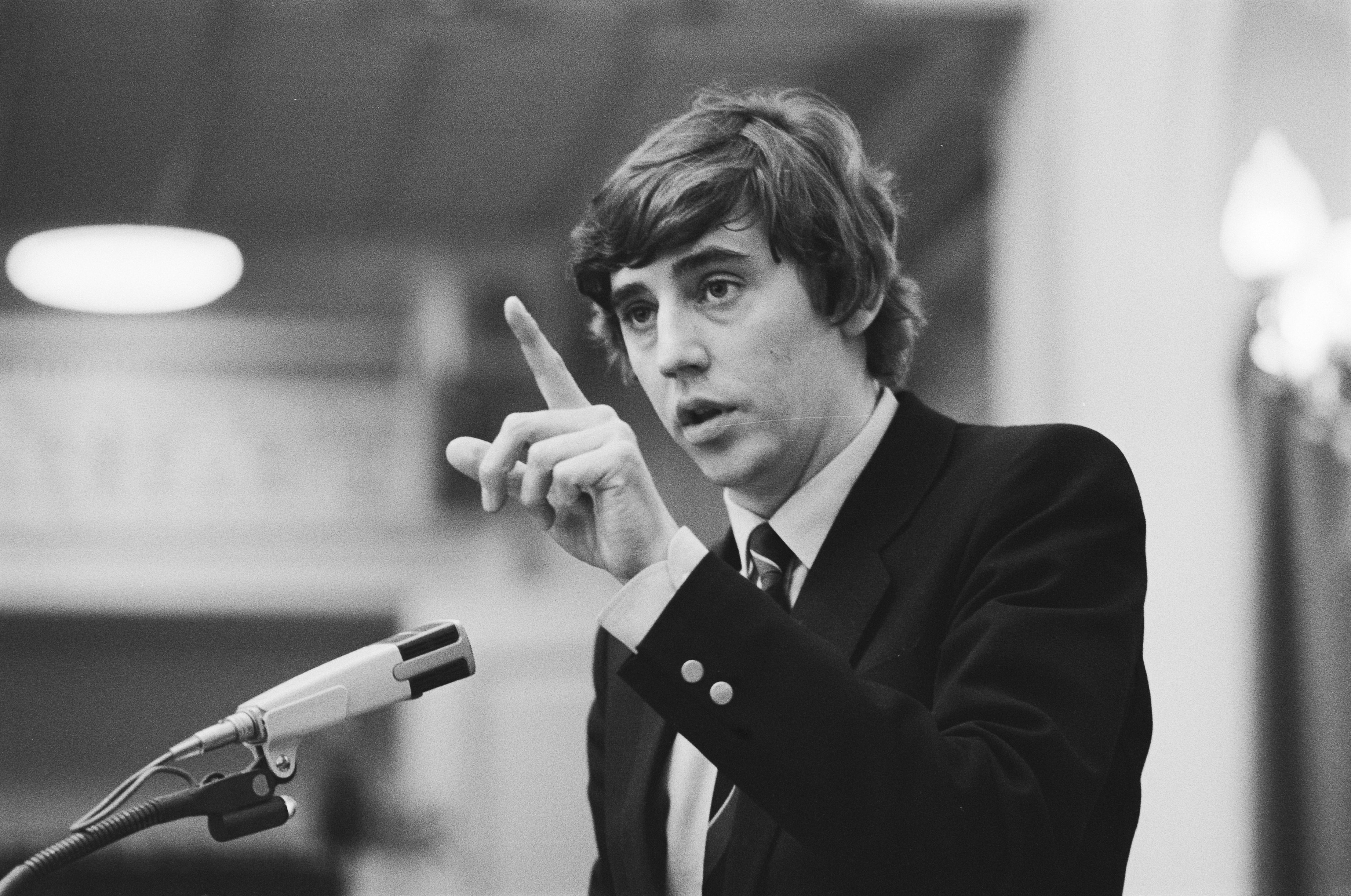
Tweede Kamerdebat over kabinetscrisis, 13 mei 1982, VVD-fractieleider Ed Nijpels

Als eerste komen de woordvoerders van de fracties aan het woord. Zij krijgen een van tevoren afgesproken tijd de mogelijkheid om hun betoog en vragen te stellen aan de bewindspersoon van het kabinet. Deze bewindspersoon zit bij de Nederlandse Tweede Kamer in Vak K, een speciale plaats voor de bewindspersonen. Voor de sprekers en de voorzitter staan in de plenaire zaal interruptiemicrofoons. Hier hebben andere fractieleiders de mogelijkheid om de spreker, of de bewindspersoon te onderbreken. De tijd tijdens de interruptie gaat niet af van de spreektijd van de spreker of de bewindspersoon. Tijdens een debat behoort men altijd via de Kamervoorzitter te spreken. De Kamerleden spreken elkaar niet direct aan, ook de bewindspersoon wordt niet rechtstreeks aangesproken en zal dat zelf ook niet doen. Wie hiervan afwijkt, wordt door de Kamervoorzitter op de regels gewezen.
Nadat alle woordvoerders van de fracties hun zegje hebben gedaan, komt de bewindspersoon van het kabinet aan het woord. Deze persoon beantwoordt dan de vragen en heeft ook een bepaalde spreektijd. Wanneer de bewindspersoon alles gezegd heeft, is de termijn afgelopen. Wanneer de fracties nog wedervragen hebben, kan een volgende termijn aangevraagd worden.
Wanneer een debat met meerdere termijnen op dezelfde dag wordt gehouden, zonder dat een termijn of een gedeelte ervan wordt uitgesteld naar een andere dag, kan het gebeuren, dat een debat nachtwerk wordt. De media spreken dan al snel van een politieke nacht. Een voorbeeld hiervan is de Nacht van Verdonk die leidde tot de val van het kabinet-Balkenende II. Feitelijk was dat een debat met meerdere termijnen, dat op 28 juni 2006 om 21.00 uur begon en pas op 29 juni om 05.30 uur eindigde.

## Plenaire vergadering

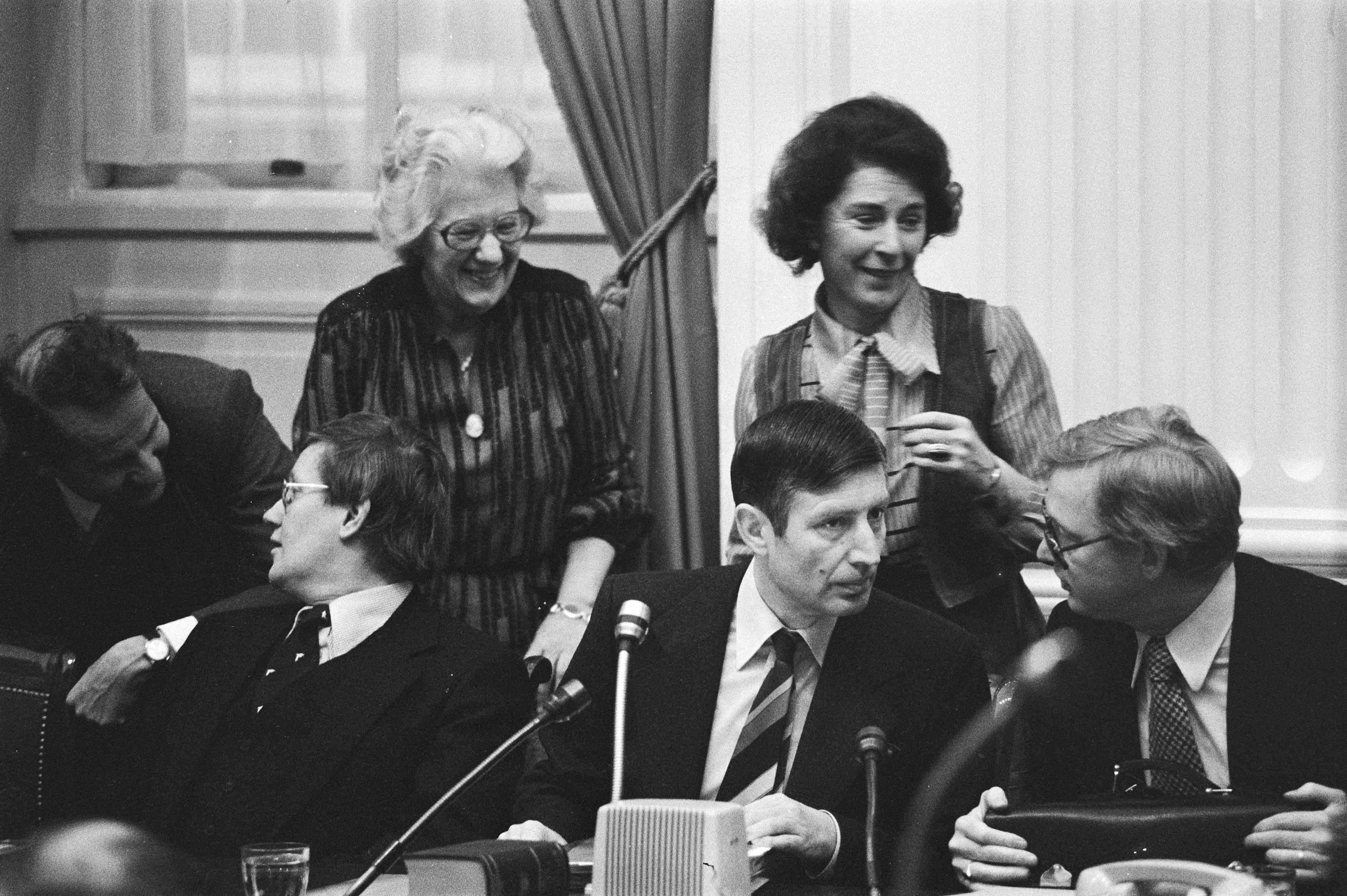
Debat regeringsverklaring, 19 januari 1978. Hans Wiegel (VVD), Bert Haars (CHU), Dries van Agt (KVP), Til Gardeniers-Berendsen (KVP), Frans Andriessen (KVP) (vlnr)

Een plenaire vergadering is een voltallige beraadslaging met alle Kamerleden. In een vergadering worden debatten gevoerd, worden de Verslagen Algemeen Overleg besproken en vinden stemmingen plaats. Plenaire vergaderingen vinden plaats in de vergaderzaal van de Tweede Kamer en werden tot 1992 in de Oude Zaal gehouden. De vergaderingen worden voorgezeten door de voorzitter van de Tweede Kamer of een vervanger.
Een plenaire vergadering kan in bijzondere gevallen als verenigde vergadering gezamenlijk met de Eerste Kamer worden gehouden.

## Dertigledendebat
Een dertigledendebat (ook spoeddebat) is een type debat waartoe de voorzitter de vergadering bijeenroept als dit door dertig leden schriftelijk, onder opgave van redenen, is verzocht. Deze debatten worden gehouden als onderdeel van de plenaire vergadering in de plenaire zaal van de Tweede Kamer. Tot 2011 werd de term spoeddebat gehanteerd. Die term wordt tegenwoordig gebruikt als een debat snel na de aanvraag wordt gehouden.
Het doel van een dertigledendebat is om actuele gebeurtenissen in de samenleving die de aandacht van de politiek vragen op korte termijn het hoofd te bieden. Hierbij gaat het vaak om onderwerpen waarvoor geen gewone meerderheid bestaat in de Kamer om het te agenderen, bijvoorbeeld omdat de coalitie er liever geen debat over voert.

## Verslag Algemeen Overleg
Een Verslag (van een) Algemeen Overleg (VAO) is een kort plenair debat ter afronding van een commissievergadering van een Nederlandse Tweede Kamercommissie.
In een algemeen overleg wordt door één of meer Tweede Kamercommissies met één of meer ministers en/of staatssecretarissen gesproken over huidig en/of toekomstig beleid. Een brief van het kabinet kan daarbij een aanleiding zijn. Een Verslag Algemeen Overleg is een korte vergadering na dit algemeen overleg. Deze vergadering is niet bedoeld voor een uitgebreide discussie, maar heeft als centraal doel het informeren over het algemeen overleg. Het Verslag Algemeen Overleg kan op de plenaire agenda van de Tweede Kamer worden geplaatst, echter is de enige toegestane reden het indienen van een motie door een commissielid naar aanleiding van het corresponderende algemeen overleg.